# Tanjung Lama (Muara Kelingi)
Tanjung Lama is een bestuurslaag in het regentschap Musi Rawas van de provincie Zuid-Sumatra, Indonesië. Tanjung Lama telt 1031 inwoners (volkstelling 2010).